# Tempest (arkadspel)
Tempest är ett arkadspel från Atari år 1980. (Det engelska ordet tempest betyder kraftig storm) Spelet var ett av de första som använde vektorgrafik i färg. En annan innovation som spelet var först med var att det hade 16 olika nivåer, det vanliga på den här tiden var att spelen endast hade en nivå som upprepades med allt högre svårighetsgrader. En tredje nyhet var att spelaren tilläts fortsätta där det förra spelet slutat, så kallad "continue".

## Spelets idé
Spelbanorna är olika 3-dimensionella tuber som är indelade i ett antal sektioner och spelarens "farkost" befinner sig hela tiden på den yttre randen av dessa. Farkosten kan förflyttas i sidled mellan sektionerna. Ur djupet av sektionerna väller det hela tiden fram fiender av några olika typer och dessa gäller det att skjuta sönder med laserkanonen. Om en fiende når randen försöker den att dra med sig spelarens farkost tillbaka ned i djupet men kan bara göra det om spelaren inte förflyttar sig. Fienden som befinner sig på randen kan elimineras genom att spelaren förflyttar sig i sidled över dessa samtidigt som de beskjuts. En av fiendetyperna, (gröna spiraler), lämnar efter sig så kallade "spikes", gröna linjer som sticker ut ur botten på tuben. Spikesen kan förkortas genom att dessa beskjuts och även helt tas bort om man är envis och det är viktigt för när alla fiender i en nivå är utraderade så åker farkosten genom tuben ned till nästa nivå. Om man då befinner sig i en sektion som har en spike så kraschar farkosten mot denna och ett liv förloras. Så det gäller att se till att det finns åtminstone en sektion som inte har någon spike där det går att passera fritt när nivån avslutas.

## Tekniska detaljer
Processor: MOS 6502 vid 1,5 MHz. För ljudgeneration brukas 2 st. Atari Pokeykretsar även de på 1,5 MHz. Vektorgrafik i färg.